# Schweizer Cup (Fussball, Männer) 2014/15
Der 90. Schweizer Cup wurde vom 23. August 2014 bis zum 7. Juni 2015 ausgetragen. Titelverteidiger war der FC Zürich, der in den Halbfinals am FC Sion scheiterte. Der FC Sion gewann den Cup.

## Modus
Neun Vereine aus der Super League und sämtliche zehn Mannschaften der Challenge League waren direkt für den Schweizer Cup qualifiziert. Zudem hatten sich in Vorqualifikationen und Regionalausscheidungen 22 Vereine aus der Ersten Liga (9 Vereine aus der Promotion League und 13 Vereine aus der 1. Liga), 9 Vereine aus der 2. Liga interregional und 14 Vereine aus Amateurligen qualifiziert.
Mannschaften aus dem Fürstentum Liechtenstein sind nicht teilnahmeberechtigt, da die Liechtensteiner Clubs zwar am Schweizer Meisterschaftsbetrieb teilnehmen, aber im eigenständigen Liechtensteiner Cup starten. Dies betraf auch den Super-League-Club FC Vaduz. Sein Platz ging an die Erste Liga (Promotion League und 1. Liga). Zudem sind die U-21-Mannschaften aus der Promotion League nicht spielberechtigt, genauso wie sämtliche weiteren Reserve-Teams. Wenn ein Reserve-Team eine Regionalausscheidung gewonnen hat, bekommt die erste Mannschaft den Startplatz im Schweizer Cup zugesprochen, es sei denn, die erste Mannschaft sei schon für den Wettbewerb qualifiziert. Ist dies der Fall, erhält der Finalgegner der Regionalausscheidung den Startplatz.
Der Schweizer Cup wird im K.-o.-System ausgetragen. In der Regel wird jede Runde innert maximal drei Tagen ausgetragen. Die unterklassigen Mannschaften geniessen bis zur 3. Runde (Achtelfinals) das Heimrecht.
- 1. Runde (23. und 24. August 2014): 64 Teams, die Sieger waren für die 2. Runde qualifiziert.
- 2. Runde (19. – 21. September 2014): 32 Teams, die Sieger waren für die Achtelfinals qualifiziert.
- Achtelfinals (29. und 30. Oktober, 3. Dezember 2014): 16 Teams, die Sieger waren für die Viertelfinals qualifiziert.
- Viertelfinals (4. und 11. März 2015): 8 Teams, die Sieger waren für die Halbfinals qualifiziert.
- Halbfinals (7. und 8. April 2015): 4 Teams, die Sieger qualifizierten sich für den Final.
- Final (7. Juni 2015): Der Sieger gewann den 90. Schweizer Cup.

Der Cupsieger erhielt das Startrecht in der Gruppenphase zur UEFA Europa League 2015/16. Wäre der Cupsieger bereits über die Super League für die UEFA Champions League oder deren Qualifikationsrunden qualifiziert gewesen, so wäre der Dritte der Super-League-Abschlusstabelle von der Qualifikation in die Gruppenphase gerückt und hätte der Fünfte als zusätzlicher Teilnehmer den freien Platz in der Qualifikation erhalten.

## Teilnehmende Mannschaften
Am Schweizer Cup nahmen insgesamt 64 Mannschaften teil.
| Super League 9 Vereine der Saison 2014/15 | Challenge League die 10 Vereine der Saison 2014/15 | Promotion League 9 Vereine der Saison 2014/15 | 1. Liga 13 Vereine der Saison 2014/15 | 2. Liga interregional 9 Vereine der Saison 2014/15 | tiefere Spielklassen 14 Vereine der Saison 2014/15 |
| FC Aarau (AG) FC Basel (BS) Grasshopper Zürich (ZH) FC Luzern (LU) FC Sion (VS) FC St. Gallen (SG) FC Thun (BE) BSC Young Boys (BE) FC Zürich (ZH) | FC Biel-Bienne (BE) FC Chiasso (TI) Servette FC Genève (GE) FC Lausanne-Sport (VD) FC Le Mont (VD) FC Lugano (TI) FC Schaffhausen (SH) FC Wil (SG) FC Winterthur (ZH) FC Wohlen (AG) | FC Breitenrain (BE) Étoile Carouge FC (GE) FC Köniz (BE) FC Locarno (TI) Neuchâtel Xamax FCS (NE) BSC Old Boys (BS) FC Stade Nyonnais (VD) FC Tuggen (SZ) SC YF Juventus (ZH) | FC Baden (AG) FC Bavois (VD) FC Black Stars Basel (BS) SC Cham (ZG) FC Dietikon (ZH) SC Düdingen (FR) FC Mendrisio (TI) FC Münsingen (BE) FC Muri (AG) FC Schötz (LU) FC Stade Lausanne-Ouchy (VD) AC Taverne (TI) US Terre Sainte (VD) | SC Buochs (NW) FC Eschenbach (LU) FC Frauenfeld (TG) FC Hergiswil (NW) FC Konolfingen (BE) FC La Chaux-de-Fonds (NE) FC Perly-Certoux (GE) FC Sirnach (TG) Stade Payerne (VD) | 2. Liga regional ASI Audax-Friùl (NE) FC Greifensee (ZH) FC Henau (SG) CS Italien (GE) FC Murten (FR) FC Pratteln (BL) FC Rothrist (AG) FC Schönbühl (BE) FC Subingen (SO) FC Tägerwilen (TG) Vedeggio Calcio (TI) FC Visp (VS) 3. Liga FC Nottwil (LU) SC Veltheim (ZH) |

## Turnierverlauf
In der ersten Runde taten sich drei Erstligisten gegen ihre unterklassigen Gegner schwer, aber alle überstanden die erste Runde. Der Rekordcupsieger BSC Young Boys konnte sich durch ein Tor in der Nachspielzeit der zweiten Halbzeit knapp gegen den Viertligisten FC Bavois durchsetzen. Nach einem 0:1-Rückstand in der ersten Halbzeit gewann der FC Sion noch mit 3:1 gegen den Fünftligisten FC La Chaux-de-Fonds. Am schwersten hatte der FC Thun gegen den Drittligisten FC Breitenrain zu kämpfen; er lag nach einer torlosen ersten Halbzeit bis kurz vor Ende des Spieles mit 2:1 zurück und schaffte erst durch zwei Tore in der Nachspielzeit den Einzug in die zweite Runde. Neben allen Erstligisten konnten sich auch alle Zweitligisten im Gegensatz zum Vorjahr für die zweite Runde qualifizieren.
In der zweiten Runde sorgte der fünftklassige SC Buochs für die grösste Überraschung. Nach einer schon nicht überragend gespielten ersten Runde musste sich der BSC Young Boys mit 0:1 gegen ihn geschlagen geben. Der Titelverteidiger FC Zürich tat sich gegen den viertklassigen FC Black Stars Basel schwer und musste sogar nach einem 1:1 nach der ersten Halbzeit und nach den 90 Minuten in die Verlängerung, wo er aber noch ein Tor erzielen konnte. Neben den Young Boys Bern mussten auch sieben Zweitligisten die Segel streichen.
Im Achtelfinal machte der SC Buochs noch ein Mal auf sich aufmerksam, indem er sich gegen den viertklassigen FC Schötz mit 2:0 durchsetzte. Somit zogen die Nidwaldner als einzige Amateurmannschaft in den Viertelfinal ein. Mit dem viertklassigen FC Münsingen konnte sich noch eine weitere unterklassige Mannschaft für den Viertelfinal qualifizieren, dank einem 3:2-Sieg über den FC Wil.
In den Viertelfinals besiegte der amtierende Schweizer Meister FC Basel den viertklassigen FC Münsingen auswärts mit 6:1. Der FC Zürich entschied das Zürcher Derby gegen den Grasshopper Club für sich und gewann 1:0 in der Verlängerung. Der FC Sion setzte sich zuhause gegen den FC Aarau mit 2:1 durch, und der FC St. Gallen eliminierte auswärts die Überraschungsmannschaft des SC Buochs mit 5:0.
Die Halbfinals bedeuteten für den Titelverteidiger, den FC Zürich, Endstation. Zuhause gegen den FC Sion angetreten, verlor er knapp mit 0:1, womit sich die Walliser für den 13. Cupfinal ihrer Vereinsgeschichte qualifizieren konnten. Im zweiten Duell setzte sich der FC Basel auswärts gegen den FC St. Gallen mit 3:1 durch und feierte somit den vierten Finaleinzug in Folge.
Den Final gewann der FC Sion gegen den FC Basel überlegen mit 3:0, obwohl Basel im eigenen Stadion antreten konnte. Sion lag zur Halbzeit mit 1:0 vorne, das Endresultat stand bereits nach einer Stunde fest.

## 1. Runde
In der ersten Runde können die Mannschaften aus der Super League und der Challenge League gemäss Reglement nicht aufeinandertreffen. Die Mannschaft aus der niedrigeren Liga erhält den Heimvorteil, bei zwei Mannschaften aus der gleichen Liga bekommt ihn die erstgezogene.
| Datum           |                                | Ergebnis                    |                              |
| --------------- | ------------------------------ | --------------------------- | ---------------------------- |
| 23. August 2014 | FC Baden (1. L)                | 0:3 (0:1)                   | FC St. Gallen (SL)           |
| 23. August 2014 | US Terre Sainte (1. L)         | 0:1 (0:1)                   | FC Biel-Bienne (CL)          |
| 23. August 2014 | FC Breitenrain (PL)            | 2:3 (0:0)                   | FC Thun (SL)                 |
| 23. August 2014 | SC Cham (1. L)                 | 2:1 (1:1)                   | SC Düdingen (1. L)           |
| 23. August 2014 | FC Eschenbach (2. LI)          | 1:3 (0:1)                   | FC Winterthur (CL)           |
| 23. August 2014 | CS Italien (2. L)              | 0:4 (0:1)                   | FC Basel (SL)                |
| 23. August 2014 | BSC Old Boys (PL)              | 1:2 (1:0)                   | FC Lugano (CL)               |
| 23. August 2014 | FC Muri (1. L)                 | 0:3 (0:1)                   | FC Wohlen (CL)               |
| 23. August 2014 | FC Rothrist (2. L)             | 0:1 (0:0)                   | FC Le Mont (CL)              |
| 23. August 2014 | SC YF Juventus (PL)            | 1:3 (1:1)                   | FC Lausanne-Sport (CL)       |
| 23. August 2014 | SC Buochs (2. LI)              | 1:0 (0:0)                   | FC Frauenfeld (2. LI)        |
| 23. August 2014 | FC Stade Lausanne-Ouchy (1. L) | 0:1 (0:1)                   | FC Münsingen (1. L)          |
| 23. August 2014 | Stade Payerne (2. LI)          | 1:4 (0:1)                   | FC Schötz (1. L)             |
| 23. August 2014 | FC Mendrisio (1. L)            | 0:2 (0:1)                   | FC Chiasso (CL)              |
| 23. August 2014 | FC Dietikon (1. L)             | 0:4 (0:0)                   | FC Wil (CL)                  |
| 23. August 2014 | SC Veltheim (3. L)             | 2:3 n. V. (2:2, 1:1)        | FC Henau (2. L)              |
| 23. August 2014 | FC Pratteln (2. L)             | 0:8 (0:3)                   | FC Black Stars Basel (1. L)  |
| 23. August 2014 | Vedeggio Calcio (2. L)         | 0:2 (0:1)                   | Grasshopper Club Zürich (SL) |
| 23. August 2014 | FC Hergiswil (2. LI)           | 2:1 (1:0)                   | FC Tuggen (PL)               |
| 23. August 2014 | Neuchâtel Xamax FCS (PL)       | 1:1 n. V. (0:0) (4:2 i. E.) | Étoile Carouge FC (PL)       |
| 24. August 2014 | FC Sirnach (2. LI)             | 0:8 (0:5)                   | Servette FC Genève (CL)      |
| 24. August 2014 | FC Perly-Certoux (2. LI)       | 2:4 (0:1)                   | FC Schaffhausen (CL)         |
| 24. August 2014 | FC Nottwil (3. L)              | 0:5 (0:2)                   | FC Köniz (PL)                |
| 24. August 2014 | FC Konolfingen (2. LI)         | 0:9 (0:4)                   | FC Luzern (SL)               |
| 24. August 2014 | FC Bavois (1. L)               | 0:1 (0:0)                   | BSC Young Boys (SL)          |
| 24. August 2014 | FC La Chaux-de-Fonds (2. LI)   | 1:3 (1:0)                   | FC Sion (SL)                 |
| 24. August 2014 | FC Schönbühl (2. L)            | 0:7 (0:4)                   | FC Zürich (SL)               |
| 24. August 2014 | FC Greifensee (2. L)           | 2:1 (1:0)                   | FC Subingen (2. L)           |
| 24. August 2014 | FC Murten (2. L)               | 0:4 (0:1)                   | FC Stade Nyonnais (PL)       |
| 24. August 2014 | FC Tägerwilen (2. L)           | 4:1 (3:1)                   | FC Visp (2. L)               |
| 24. August 2014 | AC Taverne (1. L)              | 1:7 (1:4)                   | FC Aarau (SL)                |
| 24. August 2014 | ASI Audax-Friùl (2. L)         | 0:2 (0:0)                   | FC Locarno (PL)              |

## 2. Runde
In der zweiten Runde können die Mannschaften aus der Super League nicht aufeinandertreffen. Die Mannschaft aus der niedrigeren Liga erhält den Heimvorteil, bei zwei Mannschaften aus der gleichen Liga bekommt ihn die erstgezogene.
| Datum              |                             | Ergebnis             |                              |
| ------------------ | --------------------------- | -------------------- | ---------------------------- |
| 19. September 2014 | FC Lausanne-Sport (CL)      | 0:1 (0:0)            | FC Thun (SL)                 |
| 20. September 2014 | FC Tägerwilen (2. L)        | 3:9 (1:5)            | FC Lugano (CL)               |
| 20. September 2014 | FC Münsingen (1. L)         | 1:0 (0:0)            | FC Locarno (PL)              |
| 20. September 2014 | FC Biel-Bienne (CL)         | 0:1 (0:0)            | FC Sion (SL)                 |
| 20. September 2014 | FC Schaffhausen (CL)        | 3:5 n. V. (3:3, 1:2) | FC Luzern (SL)               |
| 20. September 2014 | SC Buochs (2. LI)           | 1:0 (1:0)            | BSC Young Boys (SL)          |
| 20. September 2014 | FC Chiasso (CL)             | 0:1 (0:0)            | FC Aarau (SL)                |
| 20. September 2014 | FC Henau (2. L)             | 2:3 n. V. (2:3, 2:2) | FC Wil (CL)                  |
| 20. September 2014 | FC Hergiswil (2. LI)        | 1:3 (0:0)            | FC Schötz (1. L)             |
| 21. September 2014 | FC Winterthur (CL)          | 0:4 (0:3)            | FC Basel (SL)                |
| 21. September 2014 | Neuchâtel Xamax FCS (PL)    | 3:5 (2:3)            | Grasshopper Club Zürich (SL) |
| 21. September 2014 | FC Black Stars Basel (1. L) | 1:2 n. V. (1:1, 1:1) | FC Zürich (SL)               |
| 21. September 2014 | FC Greifensee (2. L)        | 2:3 (1:2)            | SC Cham (1. L)               |
| 21. September 2014 | Servette FC Genève (CL)     | 1:2 (0:1)            | FC Wohlen (CL)               |
| 21. September 2014 | FC Le Mont (CL)             | 1:2 (0:1)            | FC St. Gallen (SL)           |
| 21. September 2014 | FC Stade Nyonnais (PL)      | 1:2 (0:1)            | FC Köniz (PL)                |

## Achtelfinal
Im Achtelfinal werden die Partien ohne Bedingungen gezogen, d. h. jede Mannschaft kann auf jede andere Mannschaft treffen. Die Mannschaft aus der niedrigeren Liga erhält das Heimrecht, bei zwei Mannschaften aus der gleichen Liga bekommt es die erstgezogene. Es wurde so gut wie möglich vermieden, dass Mannschaften aus der Super League aufeinandertreffen. Zwei Aufeinandertreffen dieser Art kamen trotzdem zustande.
| Datum            |                     | Ergebnis             |                              |
| ---------------- | ------------------- | -------------------- | ---------------------------- |
| 29. Oktober 2014 | FC Luzern (SL)      | 1:2 (1:2)            | FC Aarau (SL)                |
| 29. Oktober 2014 | FC Lugano (CL)      | 0:1 n. V.            | Grasshopper Club Zürich (SL) |
| 29. Oktober 2014 | FC Wohlen (CL)      | 1:3 (1:2)            | FC Basel (SL)                |
| 29. Oktober 2014 | FC St. Gallen (SL)  | 2:1 n. V. (1:1, 1:0) | FC Thun (SL)                 |
| 30. Oktober 2014 | FC Köniz (PL)       | 0:3 (0:3)            | FC Sion (SL)                 |
| 30. Oktober 2014 | FC Münsingen (1. L) | 3:2 (3:0)            | FC Wil (CL)                  |
| 30. Oktober 2014 | SC Buochs (2. LI)   | 2:0 (0:0)            | FC Schötz (1. L)             |
| 3. Dezember 2014 | SC Cham (1. L)      | 0:5 (0:1)            | FC Zürich (SL)               |

## Viertelfinal
Auch im Viertelfinal werden die Partien ohne Bedingungen gezogen, d. h. jede Mannschaft kann auf jede andere Mannschaft treffen. Heimrecht hat im Viertel- und im Halbfinal die erstgezogene Mannschaft.
| Datum         |                     | Ergebnis  |                              |
| ------------- | ------------------- | --------- | ---------------------------- |
| 4. März 2015  | FC Münsingen (1. L) | 1:6 (0:5) | FC Basel (SL)                |
| 4. März 2015  | FC Zürich (SL)      | 1:0 n. V. | Grasshopper Club Zürich (SL) |
| 4. März 2015  | FC Sion (SL)        | 2:1 (2:0) | FC Aarau (SL)                |
| 11. März 2015 | SC Buochs (2. LI)   | 0:5 (0:2) | FC St. Gallen (SL)           |

## Halbfinal
| Datum         |                    | Ergebnis  |               |
| ------------- | ------------------ | --------- | ------------- |
| 7. April 2015 | FC Zürich (SL)     | 0:1 (0:0) | FC Sion (SL)  |
| 8. April 2015 | FC St. Gallen (SL) | 1:3 (0:2) | FC Basel (SL) |

## Final
Der Final fand am Sonntag, 7. Juni 2015, im St. Jakob-Park in Basel statt.
| Paarung        | FC Basel – FC Sion |
| Ergebnis       | 0:3 (0:1) |
| Datum          | 7. Juni 2015 |
| Stadion        | St. Jakob-Park, Basel |
| Zuschauer      | 35'674 |
| Schiedsrichter | Nikolaj Hänni |
| Tore           | 0:1 Moussa Konaté (18.) 0:2 Edimilson Fernandes (50.) 0:3 Carlitos (60.) |
| FC Basel       | Germano Vailati – Taulant Xhaka (74. Matías Delgado), Fabian Schär, Marek Suchý, Adama Traoré – Fabian Frei, Luca Zuffi – Davide Callà (53. Ahmed Hamoudi), Mohamed Elneny, Shkëlzen Gashi – Marco Streller (74. Arlind Ajeti) Cheftrainer: Paulo Sousa ( Portugal)                            |
| FC Sion        | Andris Vaņins – Elsad Zverotić, Léo Lacroix, Reto Ziegler, Pa Modou Jagne – Veroljub Salatić – Carlitos, Xavier Kouassi, Edimilson Fernandes (73. Michael Perrier), Ebenezer Assifuah (75. Daniel Follonier) – Moussa Konaté (85. Dimitris Christofi) Cheftrainer: Didier Tholot ( Frankreich) |

## Torschützenliste
In der nachfolgenden Tabelle sind die besten Torschützen des Schweizer Cups 2014/15 aufgeführt. Sie sind zunächst nach Anzahl ihrer Treffer, bei gleicher Torzahl alphabetisch sortiert.
| Pl. | Name               | Team                 | Tore |
| --- | ------------------ | -------------------- | ---- |
| 1.  | Breel Embolo       | FC Basel             | 6    |
| 1.  | Marco Schneuwly    | FC Luzern            | 6    |
| 3.  | Munas Dabbur       | Grasshopper Zürich   | 5    |
| 4.  | Mergim Ahmeti      | FC Black Stars Basel | 4    |
| 4.  | Franck Etoundi     | FC Zürich            | 4    |
| 4.  | Yōichirō Kakitani  | FC Basel             | 4    |
| 4.  | Moussa Konaté      | FC Sion              | 4    |
| 4.  | Giovanni Pentrelli | FC Tägerwilen        | 4    |
| 9.  | Stephan Andrist    | FC Aarau             | 3    |
| 9.  | Mërgim Brahimi     | FC Wohlen            | 3    |
| 9.  | Amine Chermiti     | FC Zürich            | 3    |
| 9.  | Shkelzen Gashi     | FC Basel             | 3    |
| 9.  | Alexander González | FC Thun              | 3    |
| 9.  | Darío Lezcano      | FC Luzern            | 3    |
| 9.  | Leonardo Melazzi   | FC Lugano            | 3    |
| 9.  | Demerali Saliu     | FC Schötz            | 3    |
| 9.  | Igor Tadić         | FC Schaffhausen      | 3    |
| 9.  | Marc Troller       | FC Black Stars Basel | 3    |
| 9.  | Orlando Urbano     | FC Lugano            | 3    |